# Völkshagen
Völkshagen, früher Volkshagen, ist ein Ortsteil der Stadt Marlow im Landkreis Vorpommern-Rügen in Mecklenburg-Vorpommern.

## Lage
Völkshagen liegt im äußersten Westen des Landkreises Vorpommern-Rügen an der Grenze zum Landkreis Rostock im Westen der Stadt Marlow etwa 15 Kilometer westlich der Kernstadt und 25 Kilometer ostnordöstlich von Rostock. Historisch gehört das Gebiet zu Mecklenburg. Der Ort liegt an der Landstraße von Bentwisch über Poppendorf nach Marlow.
Die Straßen des Ortes tragen plattdeutsche Namen wie Landstraat, Babendörp (Oberdorf), Unnerdörp und De Lappen. Der größte Teil des Ortes liegt entlang eines Straßenzuges mit dem Unterdorf im Nordosten und dem Oberdorf im Südwesten. Drei Kilometer westlich von Völkshagen liegt Blankenhagen, das für Völkshagen zuständige Kirchdorf.

## Geschichte
Der Ort wurde 1233 erstmals in einer Urkunde von Bischof Brunward von Schwerin erwähnt. Der Name mit der Endung -hagen deutet darauf hin, dass es eine deutsche Gründung und ein Rodungsdorf in einem Waldgebiet ist. Etwa bis Ende des 19. Jahrhunderts schrieb sich der Ort Volkshagen, bevor sich die heutige Schreibung durchsetzte.
Volkshagen war stets ein Bauerndorf ohne Gutsherrschaft. 
1930 waren in Völkshagen fünf Hofbauern, 31 Büdner, 19 Häusler, eine Försterei und ein Krug registriert. Der Ort hatte damals 327 Einwohner.
1960 wurde im Ort eine Landwirtschaftliche Produktionsgenossenschaft (LPG) gegründet, die später Bestandteil der LPG Gresenhorst wurde und bis 1991 bestand.
1974 wurde Völkshagen nach Gresenhorst eingemeindet. Die frühere Gemeinde Gresenhorst und damit auch Völkshagen ist seit 1. Januar 1999 Teil der Stadt Marlow.

## Kultur
Ein Denkmal für die in den beiden Weltkriegen gefallenen Einwohner des Ortes steht unter Denkmalschutz.
Seit der 750-Jahr-Feier des Ortes ist in Völkshagen eine Volkstanzgruppe aktiv. 1999 wurde ein Dorfverein gegründet.

## Persönlichkeiten
Söhne und Töchter des Ortes
- Wilhelm von Gloeden (1856–1931), Fotograf[4]

Mit Völkshagen verbundene Persönlichkeiten
- Helmuth Schröder (1842–1909), lebte über 20 Jahre in Völkshagen